# Stevan Sinđelić
Stevan Sinđelić (kyrill. Стеван Синђелић, * 1770 im Dorf Vojska; † 31. Mai 1809 in der Schlacht von Čegar bei Niš) war ein serbischer Wojwodenführer im Ersten Serbischen Aufstand.

## Leben
Stevan Sinđelić wurde in Vojska in Pomoravlje geboren. Da sein Vater sehr früh verstarb, wurde der junge Stevan von seiner Mutter Sinđelija zwecks seiner Erziehung zum „Fürsten“ Petar geschickt. Als Fürsten wurden damals Anführer von Dörfern oder Dorfgemeinschaften genannt, die als Mittler zwischen der osmanischen Obrigkeit und der serbischen Bevölkerung dienten und zugleich für deren Abgaben verantwortlich waren. Dort musste er u. a. Kühe hüten, lernte aber zugleich einflussreiche Leute dieser Gegend kennen. Mit 21 kehrte er zurück zu seiner Mutter, die mittlerweile im Dorf Grabovac zum zweiten Mal geheiratet hatte. Er selbst heiratete kurz darauf Milunka, mit der er die Söhne Petar und Milan sowie die Tochter Tamanija hatte. 
Bei den Vorbereitungen zum Aufstand wurde Karađorđe auf Sinđelić aufmerksam und vertraute ihm die Rekrutierung von Soldaten in Pomoravlje an. Im Unabhängigkeitskrieg Serbiens gegen das Osmanische Reich ragte er mit Mut, Kühnheit und Disziplin hervor. Er wurde zum Wojwoden von Pomoravlje ernannt und erhielt daraufhin eine größere Anzahl von Soldaten unter sein Kommando.
In der Schlacht von Čegar im Jahre 1809, als er die ausweglose Situation seiner von ursprünglich 3–4.000 auf etwa 900 Mann reduzierten Truppen sah, ergriff er eine Pistole und schoss damit in ein Pulverfass, welches eine Kettenreaktion auslöste. Durch die Explosionen kamen er und fast alle am Kampf teilnehmenden Soldaten zu Tode. Dadurch sollte eine Gefangennahme durch osmanische Truppen verhindert werden, bei der sicher war, dass die Aufständischen zu Tode gequält würden. Der osmanische Sultan Mahmud II. ließ daraufhin als Mahnmal gegen weitere Aufstände die Ćele Kula errichten.
Nach Stevan Sinđelić sind heute zahlreiche Straßen, Schulen, Krankenhäuser, Kasernen und Auszeichnungen benannt. Anders als andere serbische Wojwoden, die mitsamt ihren Männern geflohen waren, hielt er bis zuletzt die Stellungen, weswegen er für viele Serben als ein Sinnbild für Treue und Pflichterfüllung gilt. Anders als z. B. der Draufgänger Veljko Petrović galt er als ruhig und überlegend. Stevan Sinđelić wird zusammen mit Karađorđe und Veljko Petrović zu den drei großen Helden des Ersten Serbischen Aufstandes gerechnet. 